# 麥健時少校徑
麥健時少校徑，簡稱麥少校徑（Major Mac Drive），正式稱為約克區25號區道（York Regional Road 25），是加拿大安大略省約克區的一條道路，經過旺市、列治文山及萬錦市。該道路前為郊野道路，但現今萬錦市及旺市的擴張已將其轉為城市大道。該道路以已故安大略省省議員及一戰老兵麥健時少校（Major Addison Alexander "Lex" Mackenzie，1885–1970）的名字命名。

約克區25號區道